# سد موگوبین
سد موگوبین (به لاتین: Mogobane Dam) یک سد در بوتسوانا است که در ناحیه جنوب شرقی (بوتسوانا) واقع شده‌است.